# Metropolitní oblast Provo-Orem
Metropolitní oblast Provo-Orem je metropolitní oblast ve státě Utah ve Spojených státech amerických. Skládá se ze dvou okresů, Juab County a Utah County. Hlavními městy jsou Provo a Orem.

## Města, obce, vesnice
- Alpine
- American Fork
- Benjamin
- Cedar Fort
- Cedar Hills
- Draper (z části)
- Eagle Mountain
- Elberta
- Elk Ridge
- Eureka
- Fairfield
- Genola
- Goshen
- Highland
- Lake Shore
- Lehi
- Levan
- Lindon
- Mapleton
- Mills
- Mona
- Nephi
- Orem
- Palmyra
- Partoun
- Payson
- Pleasant Grove
- Provo
- Rocky Ridge
- Salem
- Santaquin
- Saratoga Springs
- Spanish Fork
- Spring Lake
- Springville
- Trout Creek
- Vineyard
- West Mountain
- Woodland Hills